# Bản đồ vũ trụ 3 chiều
Bản đồ vũ trụ 3 chiều là bản đồ lớn nhất về vũ trụ, được thiết lập bởi nhóm các nhà thiên văn Mỹ, do Nikhil Padmanabhan và David Schlegel dẫn đầu xây dựng trải theo 10 lát cắt vũ trụ hình V từ phía bắc của bầu trời. Bản đồ này bao gồm khu vực không gian vũ trụ rộng lớn chứa hơn 1 triệu thiên hà, trong đó có 600.000 thiên hà có ánh sáng đỏ và trải dài tới 5,6 tỷ năm ánh sáng, tương đương với 40% khoảng thời gian nếu tính ngược trở lại thời vụ nổ lớn Big Bang.
Bản đồ này cho phép đo đạc được cấu trúc của những vật thể vũ trụ trong khoảng 1 tỷ năm ánh sáng từ bên này vũ trụ sang bên kia. Bản đồ này cho thấy vũ trụ đầy ắp những nguồn năng lượng tối và các nguồn năng lượng này đang đẩy các thiên hà ngày càng xa nhau với tốc độ ngày càng nhanh hơn, khiến cho vũ trụ dãn rộng với tốc độ nhanh hơn. Năng lượng tối này chiếm tới 75% nguồn năng lượng của vũ trụ và hiện nay vẫn là một bí ẩn lớn nhất mà khoa học chưa giải thích được.
Để hoàn thành bản đồ mới về vũ trụ này, các nhà thiên văn Mỹ đã phải xác định khoảng cách giữa các thiên hà thông qua kỹ thuật quang phổ.